# Depot von Halberstadt

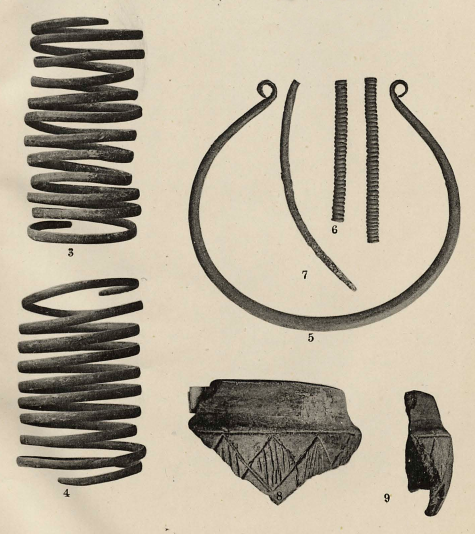
Gegenstände aus dem Depot von Halberstadt

Das Depot von Halberstadt (auch Hortfund von Halberstadt oder Depot bzw. Hortfund von Spiegelsberge) ist ein Depotfund der frühbronzezeitlichen Aunjetitzer Kultur (2300–1550 v. Chr.) aus Halberstadt im Landkreis Harz (Sachsen-Anhalt). Das Depot befindet sich heute im Städtischen Museum Halberstadt.

## Fundgeschichte
Das Depot wurde 1897 südlich von Halberstadt zwischen Klus und den Spiegelsbergen auf einem Feld südlich der Kirschallee beim Anlegen von Rübenmieten gefunden.

## Zusammensetzung
Das Depot war in einem Keramikgefäß niedergelegt worden. Bei diesem handelt es sich um eine flache Schale mit einem leicht abgesetzten Rand. Unter dem Rand verläuft eine Verzierung aus einer horizontalen Rille und darunter angebrachten Rauten, die mit senkrechten Rillen ausgefüllt sind. Die Schale enthielt 17 Bronzegegenstände: vier rundstabige Ösenhalsringe, zwei Armspiralen aus Draht mit ovalem Querschnitt, zehn Spiralröllchen und die Spitze einer Nadel (vielleicht einer Schleifennadel).